# Bodenfunkstelle

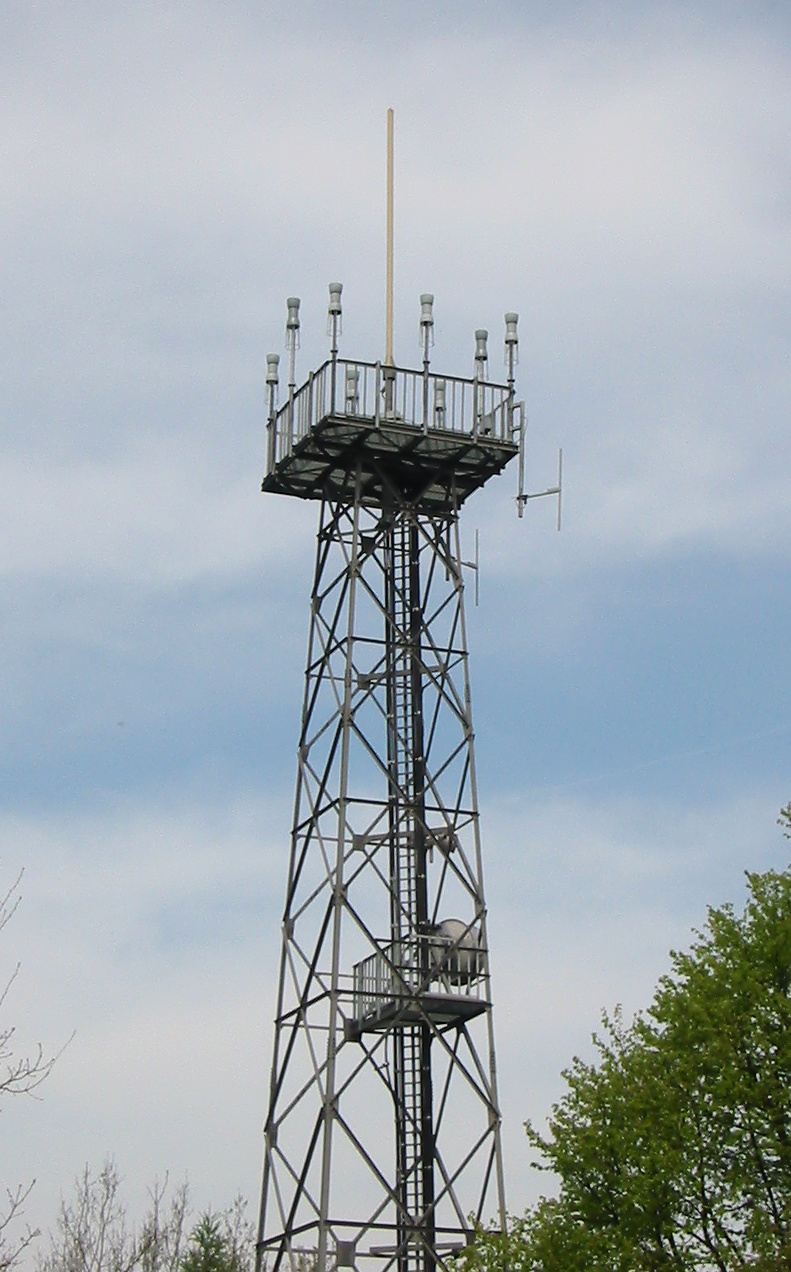
Antennen einer Bodenfunkstelle des Mobiler Flugfunkdiensts (R), zivile Funkstelle Deister bei Hannover

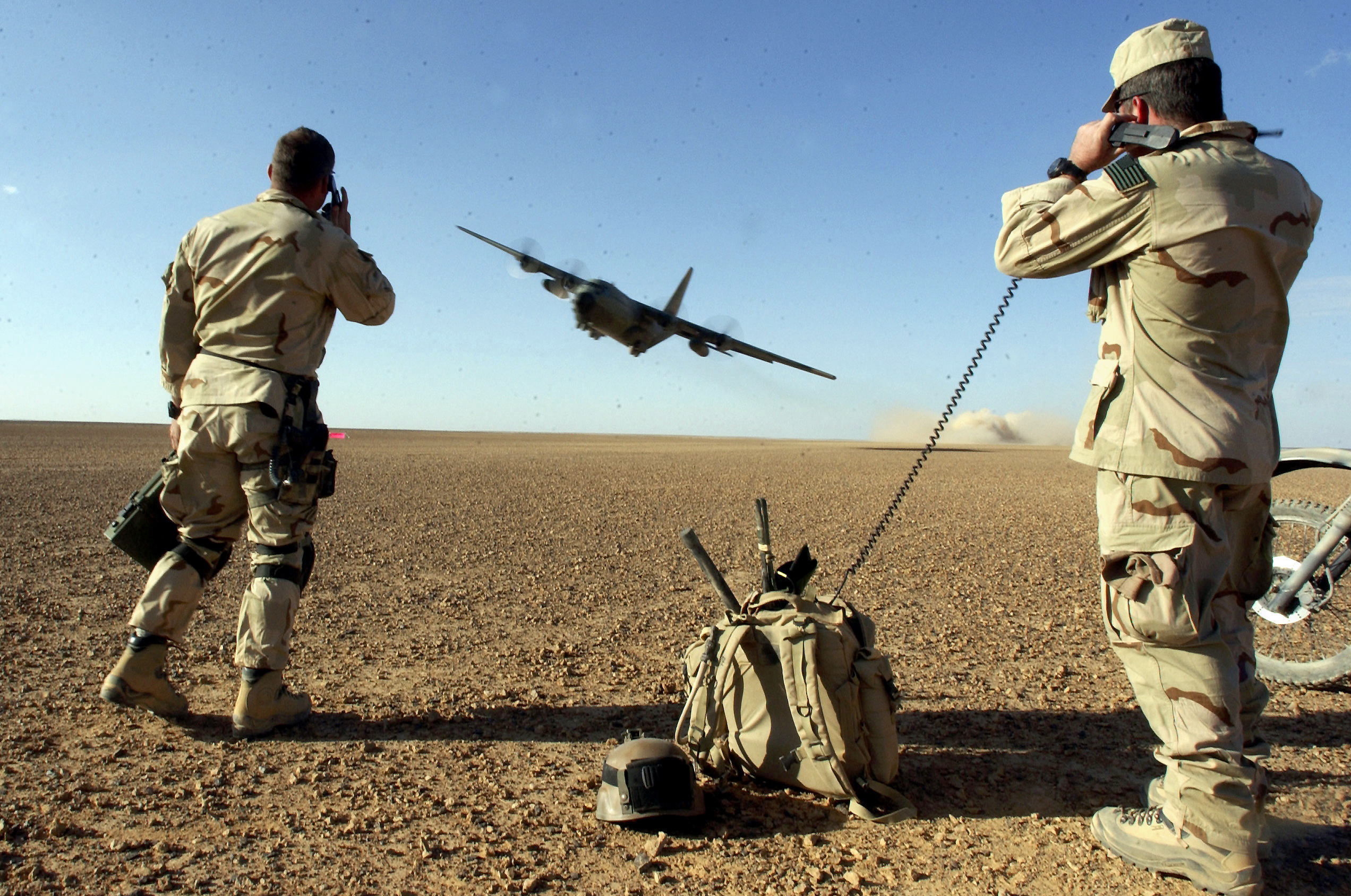
Mobile Bodenfunkstelle des Mobilen Flugfunkdienstes (OR) in Afghanistan

Eine Bodenfunkstelle (kurz: BodenFuSt; englisch aeronautical station) – ist gemäß Definition der Internationalen Fernmeldeunion eine ortsfeste Funkstelle des Mobilen Flugfunkdienstes.
In bestimmten Fällen kann sich eine Bodenfunkstelle beispielsweise in einem Militärfahrzeug, an Bord eines Seefahrzeugs oder auf einer Plattform auf See befinden (z. B. R-149BM, Sea Launch, Bohrplattform).